# Ghosts (film, 1996)
Pour les articles homonymes, voir Ghosts.
Pour plus de détails, voir Fiche technique et Distribution.
Ghosts est un moyen métrage de genre musical et fantastique réalisé par Stan Winston en 1996.
Il met en vedette Michael Jackson qui interprète cinq rôles, dont quatre dans lesquels il est méconnaissable. Spécialiste des effets spéciaux et du maquillage, le réalisateur Stan Winston avait déjà collaboré avec Michael Jackson, notamment en supervisant le maquillage des zombies du clip de Thriller (1983). Par ailleurs, le moyen métrage comporte plusieurs chansons de Michael Jackson accompagnées de chorégraphies.
Ghosts est sorti dans quelques salles aux États-Unis entre octobre et décembre 1996 en avant-première du film La Peau sur les os. Il a également été projeté au festival de Cannes en 1997, hors compétition. Il sort la même année sur LaserDisc, VHS et Video CD.

## Synopsis
Le film raconte l'histoire du Maestro (alias Michael Jackson), un homme excentrique aux pouvoirs surnaturels entouré de sa « famille de goules », forcé par le maire de la ville de quitter son manoir.

## Fiche technique
- Titre : Ghosts
- Réalisation : Stan Winston, Michael Jackson
- Scénario :  Stan Winston, Mick Garris, Michael Jackson, Stephen King
- Producteur : David Nicksay, Michael Jackson
- Photographie : Russell Carpenter
- Musique : Nicholas Pike et Michael Jackson
- Montage : Marcus Manton
- Direction artistique : Arlan Jay Vetter
- Sociétés de production : MJJ Productions, Kingdom Entertainment[2],[3],[4]
- Société d'effets spéciaux : Digital Domain
- Pays de production :  États-Unis
- Langue : anglais
- Genre : musical et fantastique
- Durée : 39 minutes
- Dates de sortie : 
  - États-Unis : 12 décembre 1996
  - France : 8 mai 1997 (Festival de Cannes)

## Distribution
- Michael Jackson : le Maestro / le Maire / le Squelette / le Grand Démon / le Démon du maire
- Pat Dade : Pat
- Amy Smallman : Amy
- Edwina Moore : Edwina
- Mos Def : Dante
- Seth Smith : Seth
- Kendall Cunningham-Provence : Kendall
- Loren Randolph : Loren
- Heather Ehlers : Heather

## Production
Au départ du projet, Michael Jackson fut contacté afin d'écrire une chanson pour le film Les Valeurs de la famille Addams (1993) et participer à un clip promotionnel intitulé Is It Scary. Le tournage commence en 1993 sous la direction de Mick Garris, mais s'arrête brusquement à cause de l'affaire Chandler, et seules 12 minutes ont été tournées. Un extrait de ce tournage a fuité sur YouTube le 29 mai 2015, avec d'ailleurs Ken Jenkins dans le rôle du maire. Michael Jackson décide ensuite de reprendre le projet et de faire de ce clip promotionnel un moyen métrage avec comme réalisateur Stan Winston, un des plus grands spécialistes des effets spéciaux et du maquillage. En définitive, seuls certains éléments du tournage de 1993 seront conservés pour la version définitive de 1996.

### Première version
Il existe une première version du moyen métrage de 1996. Cette version originale, qui diffère quelque peu de la version finale (ex : absence du titre Is It Scary), a été projetée plusieurs fois au Hoyts Cinema de Sydney (avec une copie 75 mm du teaser de HIStory) le 13 novembre 1996, la veille du début du HIStory World Tour en Australie et du mariage de Jackson avec Debbie Rowe.

### Budget
Dans une interview en 2017, Mick Garris a déclaré que « Ghosts est le clip vidéo le plus cher jamais réalisé car il a fini par coûter environ 15 millions de dollars, le tout de la poche de Michael ». Toutefois, étant donné la longueur de la vidéo, celle-ci appartient à la catégorie du moyen métrage.

## Chansons
Trois chansons figurent dans le film. Elles sont extraites des albums HIStory (1995) et Blood on the Dance Floor: HIStory in the Mix (1997) : 
- 2 Bad (HIStory)
- Is It Scary (Blood on the Dance Floor)
- Ghosts (Blood on the Dance Floor) ; générique

## On the Line
En 1997 pour l'Europe, grâce à la collaboration du magazine Black and White, un coffret collector de Ghosts (« Deluxe collector box set - limited edition ») est sorti, avec à l'intérieur : 
- une fiche informative
- la VHS du moyen métrage (avec le making of)[8],[9]
- l'album Blood on the Dance Floor
- un CD trois titres (« Limited Edition Minimax CD ») avec l'inédit On the Line produit par Babyface. Ce titre devait figurer dans le film Get on the Bus de Spike Lee mais le projet n'a pas abouti.

NB : Il existe aussi une version LaserDisc de ce CD. Le titre On the Line est également disponible dans le coffret Michael Jackson: The Ultimate Collection (2004).

### Limited Edition Minimax CD
Limited Edition Minimax CD (EPC 665268 2)
1. On the Line (Short Version) – 4:37
2. Ghosts (Mousse T's Radio Rock Singalong Remix) – 4:25
3. Is It Scary (DJ Greek's Scary Mix) – 7:12

## Analyse
L'histoire d'origine a été écrite par Stephen King puis modifiée et arrangée par Stan Winston, Mick Garris et Michael Jackson.
Le schéma narratif rappelle particulièrement celui du film Edward aux mains d'argent, réalisé par Tim Burton en 1991, qui raconte l'histoire d'une créature inachevée du nom d'Edward, possédant des ciseaux à la place des mains, et vivant seule dans un manoir à l'écart d'une banlieue américaine. Une mère de famille prend Edward sous son aile. Ce dernier se révèle à lui-même par son art, qu'il exécute grâce à ses ciseaux, et s'épanouit sous les regards admiratifs du voisinage. Chacun se bat ses faveurs. Mais peu à peu, les ressources artistiques que représentent ces ciseaux sont détournées par de mauvaises langues qui les voient progressivement comme de possibles armes. Edward est alors rejeté et n'est laissé en paix par les habitants de la banlieue que lorsque ceux-ci le croient mort.
De même, dans Ghosts, l'histoire du Maestro est celle d'un artiste qui pratique la magie pour son épanouissement et le plaisir des enfants, seul dans son manoir à l'écart d'une ville baptisée « Normal Valley ». Un jour, ses habitants décident de faire partir le Maestro car ils ont dans l'idée que cet art, loin d'épanouir les enfants, les dévie de la norme. Le Maestro tente de leur montrer qu'il n'est pas bizarre et qu'il n'effraie pas les enfants. Ce n'est qu'à sa mort qu'ils réalisent leur erreur et réhabilitent ce personnage qui les avait divertis et leur avait notamment montré ses talents de danseur et chanteur. Un parallèle peut donc se dresser entre ce personnage et Michael Jackson, qui souhaitait également être accepté sans être jugé et qui, lors de sa mort, fut encensé par des journalistes qui ne manquaient pas de le critiquer de son vivant.
À l'époque du film, Michael Jackson subit de plus en plus les critiques insultantes de la presse. Ses transformations physiques, son changement de couleur de peau, les accusations d'abus sexuels sur mineur (affaire Chandler de 1993) en font le monstre « chargé de porter nos traumatismes collectifs », comme l'affirme le docteur en sciences de l'information et de la communication Amélie Dalmazzo. Celle-ci ajoute : « Conforté dans son statut d'homme aux mœurs étranges par la presse (notamment à scandale), il apparait de plus en plus au ban de la société. Michael Jackson est ainsi, à l'image d'Edward et du Maestro, coupé du monde dans son ranch de Neverland, qui fut d'abord considéré par la presse comme un paradis artistique puis comme un piège pour pédophile ».
Par conséquent, le Maestro est sans conteste un double fictionnel de Michael Jackson. Leurs histoires, ainsi que celle d'Edward, se font profondément écho car ils subissant tous les trois de la méchanceté venant d'une partie de l'opinion. Michael Jackson voyait dans Ghosts la possibilité d'allier la musique à la magie (à travers les effets spéciaux) ; ces deux notions sont de fait mêlées dans le nom « Maestro ». Les modifications apportées au scénario original de Stephen King par Michael Jackson font que de multiples résonances à sa vie peuvent être décelées à travers ce moyen métrage. Les thématiques de l'injustice, du monde du spectacle, du normal et de l'anormal, de la vieillesse et de la mort, sont autant de brèches nous donnant accès à la vision de Jackson sur sa propre existence. Elles nous permettent enfin de mieux comprendre ce qu'il était, le regard que portaient sur lui les médias et ce qu'il ressentait. Sur ce dernier point, Jackson se sert du film pour contre-attaquer et s'adresse à ses détracteurs via les titres Ghosts et Is It Scary.
Ainsi, alors que le clip de Thriller (auquel Ghosts est souvent comparé pour son ambiance de film d'horreur similaire) raconte une histoire fictive autour d'une chanson, Ghosts délivre un message plus profond. Ce moyen métrage sert en effet à illustrer la pensée personnelle de Michael Jackson et lui permet de régler ses comptes avec ses détracteurs.

## Récompenses et distinctions
- En 2002, le Livre Guinness des records a honoré Ghosts comme le plus long clip de l'histoire.